# Чамчамаль
Чамчама́ль (араб. جمجمال‎, курд. Çemçemall) — город на северо-востоке Ирака, расположенный на территории мухафазы Сулеймания (автономия Иракский Курдистан). Административный центр одноимённого округа.

## Географическое положение
Город находится в западной части мухафазы, в горной местности западного Загроса, на высоте 702 метров над уровнем моря.

Чамчамаль расположен на расстоянии приблизительно 50 километров к западу от Сулеймании, административного центра провинции и на расстоянии 237 километров к северо-северо-востоку (NNE) от Багдада, столицы страны.

## Население
По данным последней официальной переписи 1965 года, население составляло 7 533 человека.
Динамика численности населения города по годам:
| 1965  | 2012    |
| ----- | ------- |
| 7 533 | 106 885 |